# Mulino a cilindri
Con mulino a cilindri si intende un particolare tipo di mulino, che venne creato nei primi anni dell'Ottocento.

## Descrizione

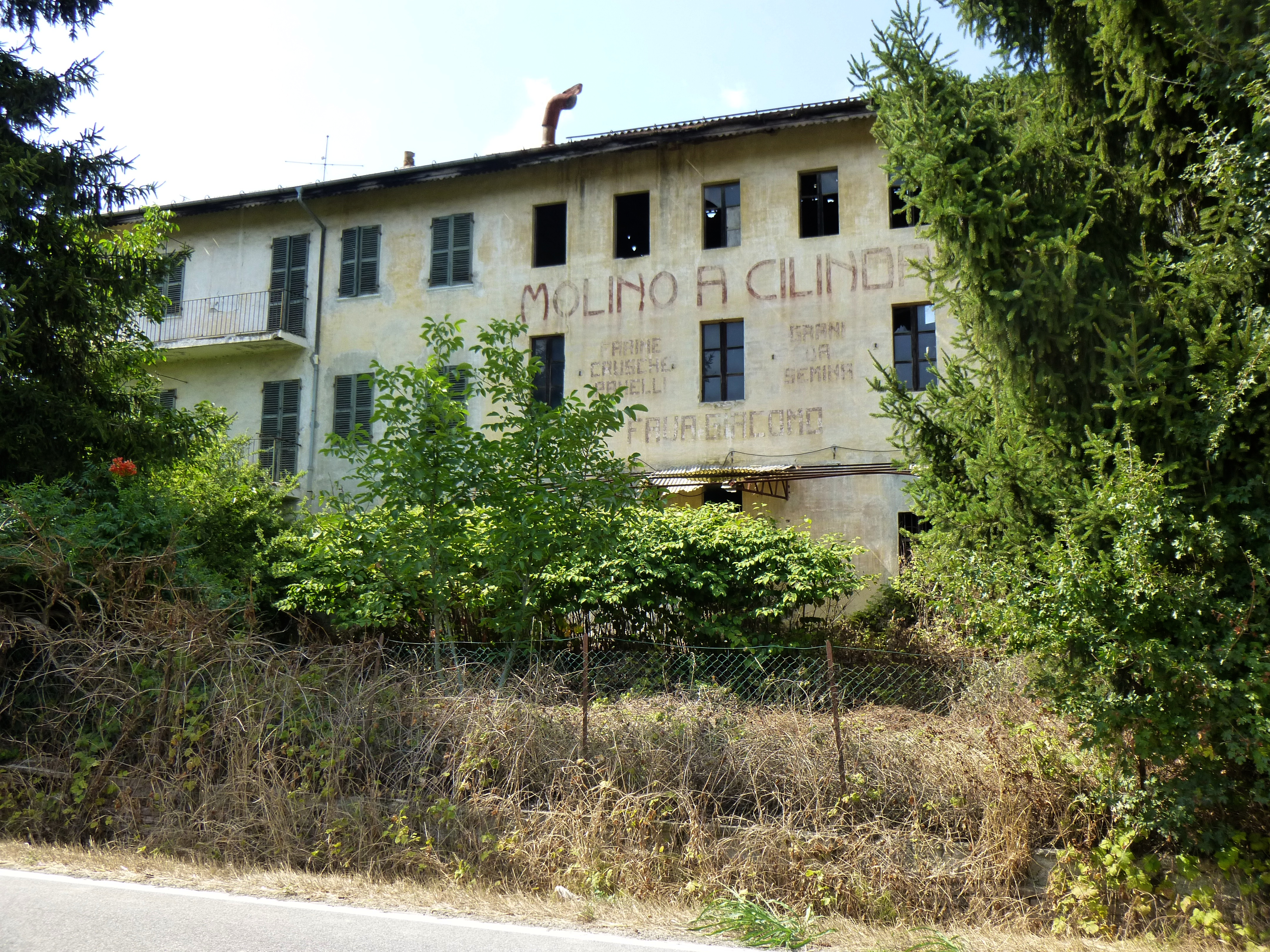
Mulino a cilindri a San Candido di Murisengo.

Grazie a questo tipo di mulini, migliorò sensibilmente il modo di macinare i cereali: che anziché essere compressi e disintegrati, i loro chicchi passano attraverso una serie di coppie di cilindri rotanti, tutti nella stessa direzione, fabbricati in ghisa dura. Operando questo meccanismo, si è potuto realizzare prodotti maggiormente raffinati, poiché veniva di molto limitato il deterioramento della farina, dato che essa, grazie a questo nuovo sistema, non veniva più surriscaldata, rischiando di sformarsi e sfaldarsi.